# Bill Clinton
William Jefferson Clinton, bolj znan kot Bill Clinton, ameriški politik, * 19. avgust 1946, Hope, Arkansas, ZDA.
Clinton je bil 42. predsednik Združenih držav. Njegov prvi mandat se je pričel 20. januarja 1993. Pred tem je bil guverner zvezne države Arkansas.
V boju za predsedniško mesto je leta 1992 premagal dotedanjega predsednika, sicer republikanskega kandidata, Georga H. W. Busha. Ponovno je kandidiral in bil izvoljen za predsednika leta 1996, tokrat v spopadu z republikancem Bobom Doleom. Nasledil ga je republikanec George W. Bush.

## Predsedništvo

### Zunanja politika
Med njegovim predsedovanjem so Združene države Amerike v sestavu Nata leta 1995 posredovale na območju bivše Jugoslavije in z Daytonskim sporazumom zaustavile državljansko vojno v Bosni in Hercegovini.
Leta 1999 so prav tako v sestavu Nata posredovale na Kosovu in z bombardiranjem položajev srbske vojske in infrastrukture na območju Srbije, zaradi česar je bilo ubitih od 500 do 600 civilistov, ter približno 270 pripadnikov vojske ZRJ, prisilile umik srbskih sil iz Kosova.